# Пахна (Васлуј)
Пахна (рум. Pâhna) насеље је у Румунији у округу Васлуј у општини Олтенешти. Oпштина се налази на надморској висини од 182 m.

## Становништво
Према подацима из 2011. године у насељу је живело 230 становника.